# ジャウメ・クエジャル
ジャウメ・アルベルト・クエジャル・メンドサ（Jaume Albert Cuéllar Mendoza、2001年8月23日 - ）は、スペイン・カタルーニャ州グラノリェース出身のサッカー選手。FCバルセロナB所属。ボリビア代表。ポジションはFW。

## クラブ経歴
カタルーニャ州のグラノリェースに生まれ、2017年まではFCバルセロナのカンテラに在籍していた。2017年7月、セリエBに所属するS.P.A.L.のU-18チームに移籍すると、いきなり13ゴール、翌シーズンはU-19チームで12ゴールを挙げた。この活躍から2019年12月4日、USレッチェとのリーグ戦にて後半88分に途中出場してプロデビューならびにS.P.A.L.でのトップチームデビューを果たした。これによりクエジャルは、イタリアのプロリーグ (セリエB以上)でプレーした最初のボリビア人となった。
2021年8月4日、セグンダ・ディビシオンに在籍するCDルーゴにフリーで移籍し、2年契約を交わした。

## 代表経歴
2021年6月15日、コパ・アメリカ2021のグループリーグパラグアイ代表戦にて先発出場してことで、ボリビア代表デビューを果たした。